# Kenneth Konga
Kenneth Konga (* 29. März 1958) ist ein IT-Ingenieur und Politiker in Sambia.
Kenneth Konga war Direktor für Entwicklung und Verwaltung bei der Zambia Electricity Supply Corporation Limited (ZESCO). Er ist Mitglied im Kiswahili Development Council (BAKITA) und der National Airports Corporation Limited (NACL), einer privatrechtlich organisiertes Unternehmen, doch in staatlichem Besitz und zuständig für die Flughäfen Lusaka, Ndola, Livingstone und Mfue.
Im Jahr 2006 wurde Kenneth Kongo im Wahlkreis Chavuma Abgeordneter im Parlament Sambias.
Im Oktober 2006 wurde Kenneth Konga Minister für Wirtschaft, Handel und Industrie und 2007 Minister für Energie- und Wasserwirtschaftsentwicklung (Minister of Energy and Water Development).
Nach seiner Dienstzeit in der Regierung Sambias wurde Konga Unternehmer. Im Mai 20212 eröffnete er in Lusaka ein Hotel mit 40 Zimmern, das für 4,5 Milliarden Kwacha errichtet wurde.